# Mispila coomani
Mispila coomani là một loài bọ cánh cứng trong họ Cerambycidae.